# Nyssa sinensis
Espèce

Nyssa sinensis (Tupelo chinois) est une espèce d'arbre dans la famille des Cornaceae (ou Nyssaceae), native de Chine et du Vietnam.

## Description
Atteignant 10 m de haut et autant de large, c'est un arbre à feuilles caduques, de silhouette à peu près conique. Ses feuilles ovales mesurent 15 - 20 cm de long, elles deviennent d'un rouge brillant, orange et jaune à l'automne,.
Nyssa sinensis est une version plus compacte de son cousin, Nyssa sylvatica (Tupelo noir). Les deux proviennent de zones humides, de marais et affectionnent les marécages.
Le cultivar Jim Russell a obtenu un Award of Garden Merit de la Royal Horticultural Society,.

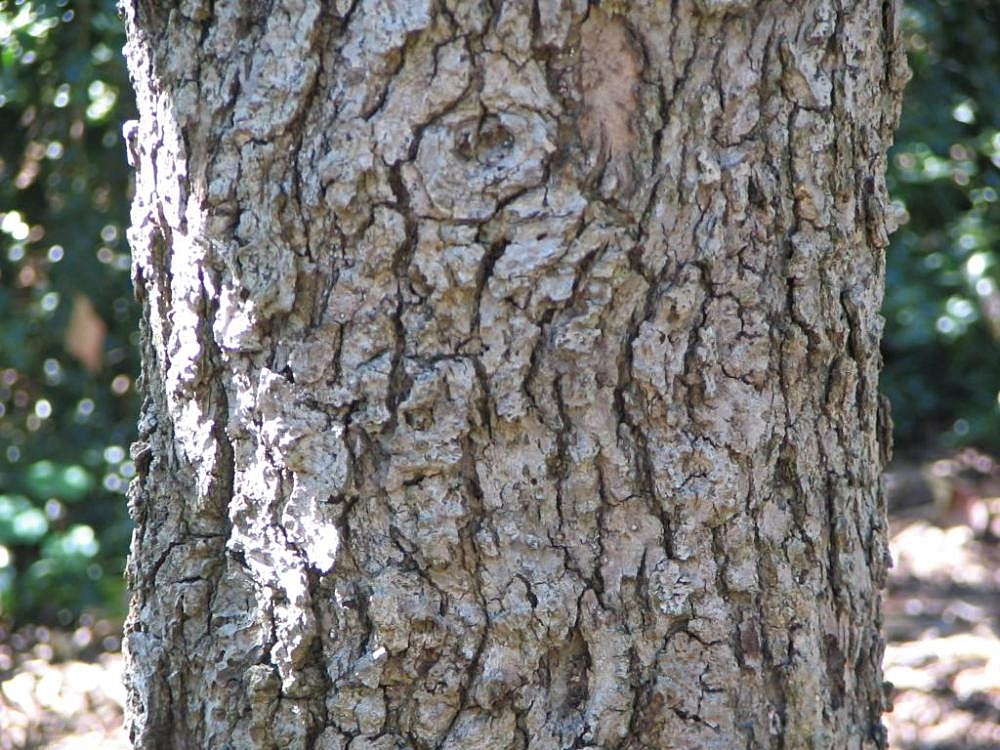
Un tronc crevassé.
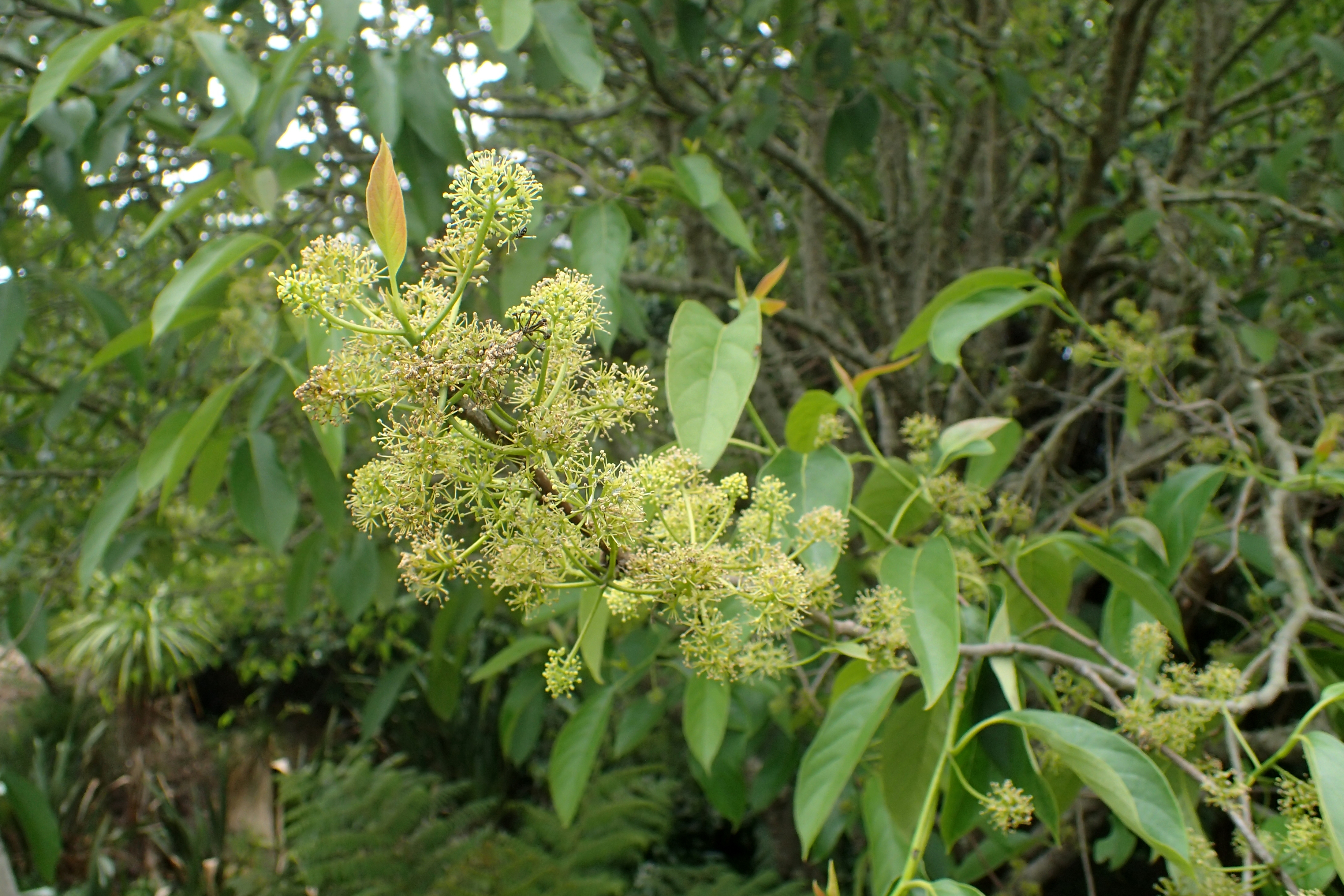
Des fleurs minuscules.
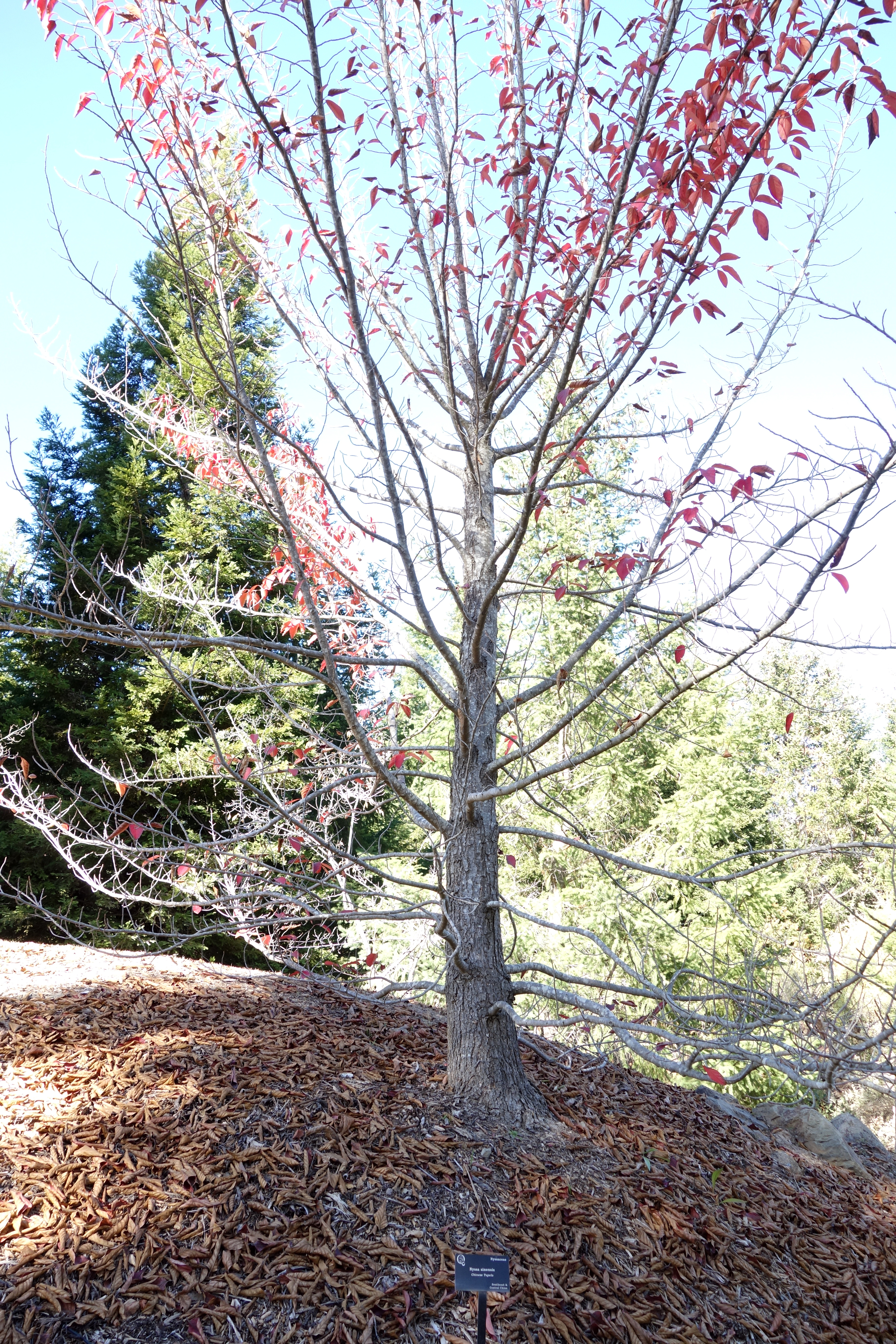
Feuillage très coloré à l'automne.
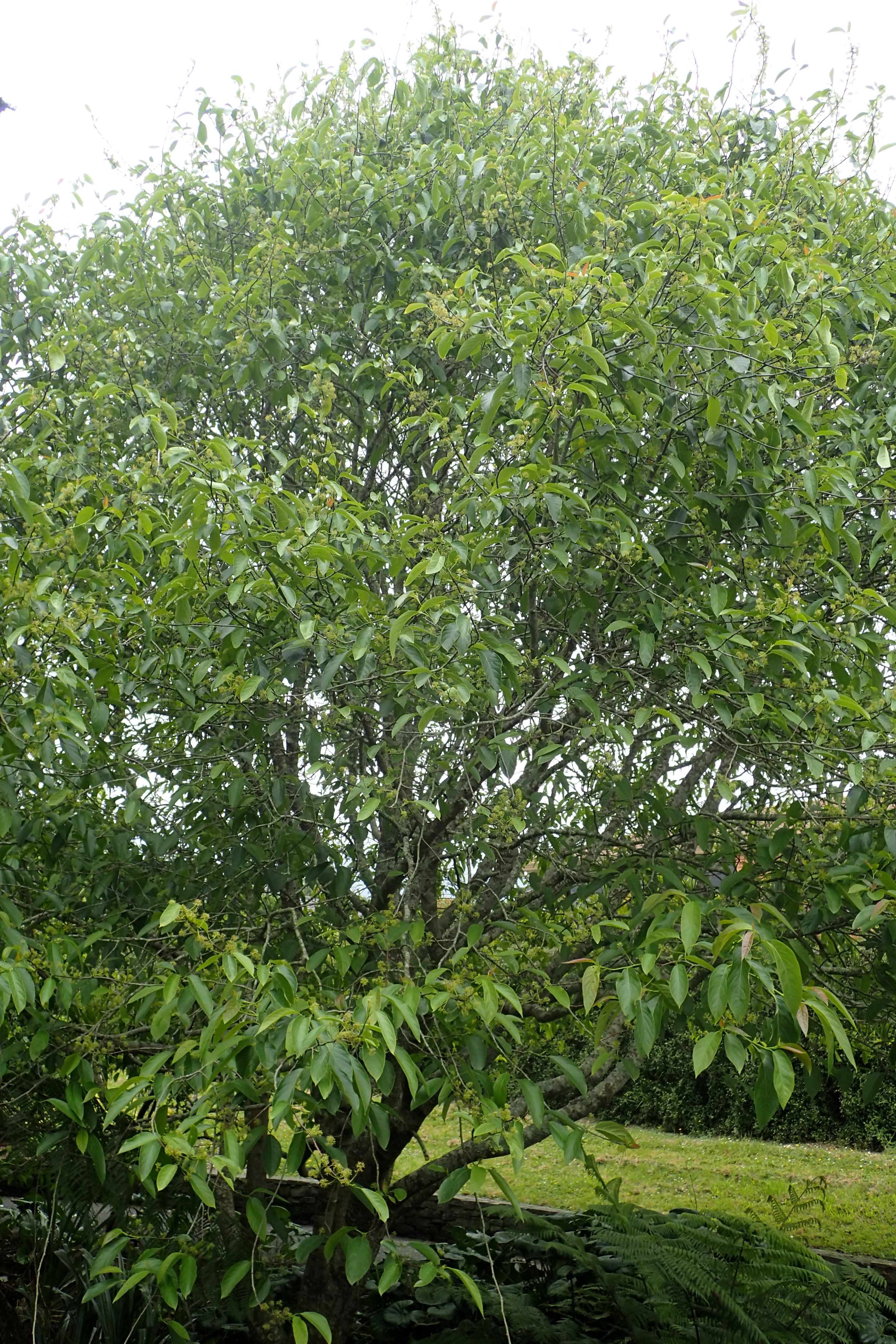
Une ramure globuleuse.